# Felix von Niemeyer

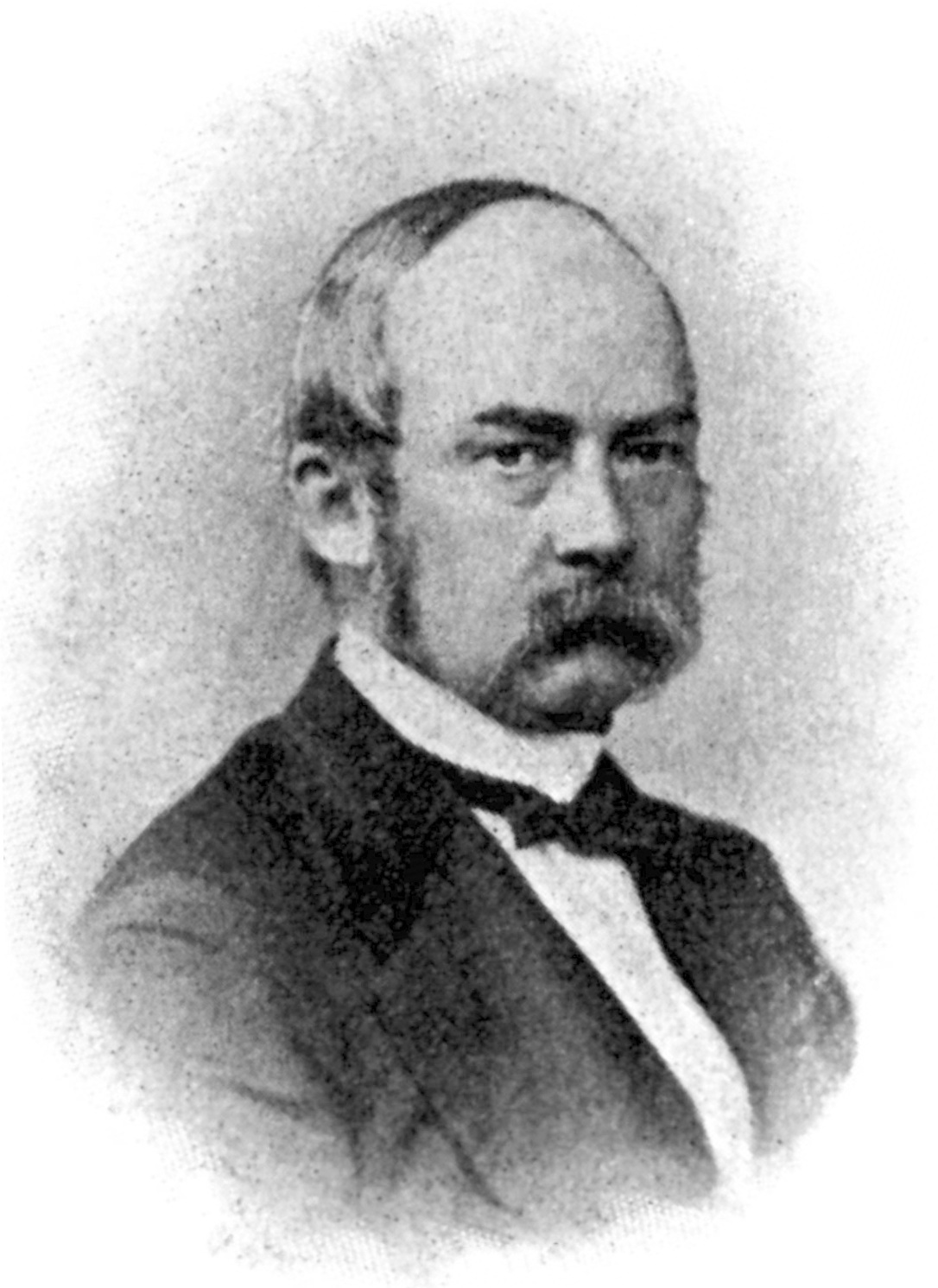
Felix von Niemeyer.

Felix von Niemeyer, född 31 december 1820 i Magdeburg, död 14 mars 1871 i Tübingen, var en tysk läkare. Han var sonson till teologen August Hermann Niemeyer och halvbror till läkaren Paul Niemeyer.
Niemeyer blev medicine doktor 1843 och kallades 1855 till professor i medicin vid Greifswalds universitet. Där fullbordade han 1858 sin berömda Lehrbuch der speciellen Pathologie und Therapie (två band, 1859–61; elfte upplagan, bearbetad av Eugen Seitz, 1884–85), som även i Sverige länge utgjorde den mest använda handboken i inre medicin och genom vilken Niemeyer utövade ett betydande inflytande på de medicinska studierna i åtskilliga länder. År 1860 kallades han till professor i Tübingen. Trots sin svaga hälsa deltog han som läkare vid ett lasarett i Pont-à-Mousson under fransk-tyska kriget. Han adlades 1870 och invaldes samma år som utländsk ledamot av svenska Vetenskapsakademien.